# The Incriminating Letter
The Incriminating Letter è un cortometraggio muto del 1913. Il nome del regista non viene riportato nei credit.

## Produzione
Il film fu prodotto dalla Essanay Film Manufacturing Company.

## Distribuzione
Distribuito dalla General Film Company, il film - un cortometraggio in toni di commedia in split reel della lunghezza di 225 metri - uscì nelle sale cinematografiche USA il 7 agosto 1913. Nelle proiezioni, veniva programmato con il sistema dello split reel, accorpato in un'unica bobina con un altro cortometraggio della Essanay, il documentario An Intimate Study of a Mole.